# Bulbophyllum lizae
Espèce
Bulbophyllum lizae est une espèce de plantes à fleurs de la famille des Orchidaceae et du genre Bulbophyllum. C'est une orchidée endémique de l'île de São Tomé.